# Highland Village
Highland Village è un centro abitato degli Stati Uniti d'America, situato nella contea di Denton dello Stato del Texas. Si tratta di un sobborgo di Dallas che abbraccia il lato sud del ramo occidentale del lago Lewisville.

## Geografia fisica
Highland Village è situata a 33°05′17″N 97°03′21″W (33.087940, -97.055874). Secondo lo United States Census Bureau, ha un'area totale di 6,4 miglia quadrate (17 km²), di cui 5,5 miglia quadrate (14 km²) di terreno e 0,9 miglia quadrate (2,3 km²), o 13,88%, d'acqua.

## Società

### Evoluzione demografica
Secondo il censimento del 2000, c'erano 12.173 persone, 3.874 nuclei familiari e 3.552 famiglie residenti nella città. La densità di popolazione era di 2.206,6 persone per miglio quadrato (851,5/km²). C'erano 4.009 unità abitative a una densità media di 726,7 per miglio quadrato (280,4/km²). La composizione etnica della città era formata dal 94,21% di bianchi, l'1,47% di afroamericani, lo 0,40% di nativi americani, l'1,92% di asiatici, lo 0,02% di isolani del Pacifico, lo 0,80% di altre razze, e l'1,18% di due o più etnie. Ispanici o latinos di qualunque razza erano il 3,46% della popolazione.
C'erano 3.874 nuclei familiari di cui il 53,3% aveva figli di età inferiore ai 18 anni, l'85,3% erano coppie sposate conviventi, il 4,5% aveva un capofamiglia femmina senza marito, e l'8,3% erano non-famiglie. Il 6,6% di tutti i nuclei familiari erano individuali e l'1,5% aveva componenti con un'età di 65 anni o più che vivevano da soli. Il numero di componenti medio di un nucleo familiare era di 3,14 e quello di una famiglia era di 3,29.
La popolazione era composta dal 32,9% di persone sotto i 18 anni, il 5,1% di persone dai 18 ai 24 anni, il 29,9% di persone dai 25 ai 44 anni, il 28,2% di persone dai 45 ai 64 anni, e il 4,0% di persone di 65 anni o più. L'età media era di 38 anni. Per ogni 100 femmine c'erano 99,9 maschi. Per ogni 100 femmine dai 18 anni in giù, c'erano 97,8 maschi.
Il reddito medio di un nucleo familiare era di 102.141 dollari, e quello di una famiglia era di 105.109 dollari. I maschi avevano un reddito medio di 79.626 dollari contro i 41.102 dollari delle femmine. Il reddito pro capite era di 40.613 dollari. Circa lo 0,1% delle famiglie e lo 0,4% della popolazione erano sotto la soglia di povertà, incluso lo 0,1% di persone sotto i 18 anni enessuno di 65 anni o più.